# Thysanognatha alpheusalis
Thysanognatha alpheusalis là một loài bướm đêm trong họ Noctuidae.